# Columnea cuspidata
Columnea cuspidata är en tvåhjärtbladig växtart som beskrevs av L.E. Skog och L.P. Kvist. Columnea cuspidata ingår i släktet Columnea och familjen Gesneriaceae. Inga underarter finns listade i Catalogue of Life.